# Српска Црња
Српска Црња је насеље у општини Нова Црња, у Средњобанатском округу, у Србији. Према попису из 2022. било је 3047 становника.
Овде се налази Српска православна црква у Српској Црњи.

## Историја
О времену градње храма у Српској Црњи постоји недоумица. Према С. Боровском, сазидан Српска Црња се први пут помиње у средњем веку (1373. год.), под именом Цорна, Године 1482. помиње се Црно Селиште (данас Менош), а 1528. године, на најстаријој карти Угарске, убележена је као веће насеље. У XVI веку Турци заузимају Банат (1552) и у Црњи формирају своје насеље на Меношу. Први делимични попис становништва је из турских времена (1660. год.) када се помињу један свештеник и неколико имућнијих људи у селу. Тада је већ постојала црква.
Велика битка између хришћанске царске војске, коју је предводио кнез Фридрих Август, и турске војске на челу са султаном Мустафом, одиграла се 26. августа 1696. године у близини Црње, у делу хатара који се данас зову Селеш и Ендрес, на реци Бегеј, који је у то време туда протицао. Српске чете предводио је Јован Монастерлија.
Царски војници и граничари (милитари), који су учествовали у борбама против Турака код Сланкамена (1691), Српске Црње (1696) и Сенте (1697), населили су се 1698. године у Црњи. Тада је насељено 13 српских породичних задруга. Многе црњанске породице воде порекло од ових граничара (милитара), који су протеравши Турке дошли на црњанску греду.
Почетком XVIII века (1716) у Црњу долазе аустријски инжењери, који премеравају хатар и формирају насеље и улице, ушоравају куће, које су биле разбацане на све стране. Од 1718. године Црња више није под турском управом, већ припада Аустрији. Године 1753. извршена је колонизација Црње. Из места Семиаљ (данас у Румунији) пресељено је 68 српских породица, са око 500 чланова, а са њима и мањи број Румуна.
Крајем XVIII века (1790), насељено је на западној страни Црње 55 породица Немаца из Жомбоља. Од тада се стари, већи део насеља зове Српска Црња, а нови Немачка Црња. У то време пуковник Чеконић, пореклом Хрват, прво добија за заслуге а затим купује највећи део хатара Српске Црње.
Када је 1797. године пописан православни клир у Црњи су службовала три свештеника. Пароси, поп Стефан Јосифовић (рукоп. 1768), поп Трифун Поповић (1795) и ђакон Ранко Гавриловић служе се српским и румунским језиком.
У првој половини XIX века, насељен је мањи број Мађара, највише на мајурима и салашима грофа Чеконића, који је већ тада поседовао 30.000 јутара земље. Према подацима из 1836. године укупно је Црња имала 4.370 становника, од тога Српска Црња 2.832, а Немачка Црња 1.538.
Попис становништва 1878. године показује да у Српској Црњи има 770 кућа и 3.800 становника, у Немачкој Црњи 260 кућа и 2.600 становника. У великом пожару, који је избио 1886. у Немачкој Црњи, а проширио се на Српску Црњу, изгорело је 250 кућа.
У XX веку (1920) основано је ново насеље, северно од Српске Црње, под називом Војвода Бојовић. Насељавање је извршено у периоду 1920 — 1924. (?), када је изграђено 400 кућа. У њих се уселило 30 добровољачких породица из Првог светског рата, остало су били колонисти из Црње, Кларије и Румуније. Последња колонизација Српске Црње, била је 1945. године, када се у напуштене немачке куће уселило 400 српских породица, са 2.000 чланова из Босанске Крајине (околина Кључа и Мркоњићграда). После Другог светског рата, сва три насеља: Српска Црња, Немачка Црња и Војвода Бојовић, спојена су у једно под називом: Српска Црња.
У Српској Црњи су на великој "дирљивој" свечаности 18. маја 1939. године откривена два споменика. Откривен је тако у центру села споменик трагично погинулом краљу Александру I Карађорђевићу, рад вајара П. Јовановића. Најзнаменитијем становнику места Ђури Јакшићу је такође изражен пијетет, постављањем рељефне спомен-плоче. Иста је постављена на његовој родној кући у главној улици, коју је општина купила и у њој уредила Јакшићев музеј.
Највећи број становника (8.200) имала је Српска Црња 1948. године. Гранични прелаз према Румунији отворен је 1970. године и од тада се место налази на међународном путу Зрењанин — Темишвар. Према попису из 1991. Српска Црња је имала око 5.000 становника, а према подацима из 2002. године 4.379 становника.

## Демографија
У насељу Српска Црња живи 3482 пунолетна становника, а просечна старост становништва износи 40,9 година (39,0 код мушкараца и 42,8 код жена). У насељу има 1584 домаћинства, а просечан број чланова по домаћинству је 2,77.
Ово насеље је углавном насељено Србима (према попису из 2002. године), а у последња четири пописа, примећен је пад у броју становника.
|  |

| Демографија | Демографија | Демографија |
| Година      | Становника  | Становника  |
| ----------- | ----------- | ----------- |
| 1948.       | 8.220       |             |
| 1953.       | 7.977       |             |
| 1961.       | 7.376       |             |
| 1971.       | 6.001       |             |
| 1981.       | 5.467       |             |
| 1991.       | 5.046       | 4.885       |
| 2002.       | 4.383       | 4.451       |
| 2011.       | 3.685       |             |

| Етнички састав према попису из 2002.‍ | Етнички састав према попису из 2002.‍ | Етнички састав према попису из 2002.‍ | Етнички састав према попису из 2002.‍ | Етнички састав према попису из 2002.‍ |
| ------------------------------------ | ------------------------------------ | ------------------------------------ | ------------------------------------ | ------------------------------------ |
|                                      |                                      |                                      |                                      |                                      |
| Срби                                 | Срби                                 |                                      | 3.672                                | 83,77%                               |
| Роми                                 | Роми                                 |                                      | 413                                  | 9,42%                                |
| Мађари                               | Мађари                               |                                      | 163                                  | 3,71%                                |
| Југословени                          | Југословени                          |                                      | 20                                   | 0,45%                                |
| Црногорци                            | Црногорци                            |                                      | 13                                   | 0,29%                                |
| Немци                                | Немци                                |                                      | 11                                   | 0,25%                                |
| Румуни                               | Румуни                               |                                      | 9                                    | 0,20%                                |
| Хрвати                               | Хрвати                               |                                      | 8                                    | 0,18%                                |
| Македонци                            | Македонци                            |                                      | 5                                    | 0,11%                                |
| Бугари                               | Бугари                               |                                      | 4                                    | 0,09%                                |
| Украјинци                            | Украјинци                            |                                      | 2                                    | 0,04%                                |
| Словаци                              | Словаци                              |                                      | 2                                    | 0,04%                                |
| Муслимани                            | Муслимани                            |                                      | 1                                    | 0,02%                                |
| непознато                            | непознато                            |                                      | 3                                    | 0,06%                                |

| \| \| м \| \| \| ж \| \| ? \| 7 \| \| \| 5 \| \| 80+ \| 41 \| \| \| 70 \| \| 75—79 \| 71 \| \| \| 111 \| \| 70—74 \| 97 \| \| \| 160 \| \| 65—69 \| 115 \| \| \| 168 \| \| 60—64 \| 124 \| \| \| 139 \| \| 55—59 \| 99 \| \| \| 99 \| \| 50—54 \| 179 \| \| \| 174 \| \| 45—49 \| 178 \| \| \| 162 \| \| 40—44 \| 153 \| \| \| 124 \| \| 35—39 \| 145 \| \| \| 150 \| \| 30—34 \| 139 \| \| \| 140 \| \| 25—29 \| 122 \| \| \| 125 \| \| 20—24 \| 153 \| \| \| 123 \| \| 15—19 \| 138 \| \| \| 134 \| \| 10—14 \| 129 \| \| \| 117 \| \| 5—9 \| 146 \| \| \| 110 \| \| 0—4 \| 119 \| \| \| 117 \| \| Просек : \| 39,0 \| \| \| 42,8 \| |      |  |  |      |
| |      |  |  |      |
| | м    |  |  | ж    |
| ? | 7    |  |  | 5    |
| 80+ | 41   |  |  | 70   |
| 75—79 | 71   |  |  | 111  |
| 70—74 | 97   |  |  | 160  |
| 65—69 | 115  |  |  | 168  |
| 60—64 | 124  |  |  | 139  |
| 55—59 | 99   |  |  | 99   |
| 50—54 | 179  |  |  | 174  |
| 45—49 | 178  |  |  | 162  |
| 40—44 | 153  |  |  | 124  |
| 35—39 | 145  |  |  | 150  |
| 30—34 | 139  |  |  | 140  |
| 25—29 | 122  |  |  | 125  |
| 20—24 | 153  |  |  | 123  |
| 15—19 | 138  |  |  | 134  |
| 10—14 | 129  |  |  | 117  |
| 5—9 | 146  |  |  | 110  |
| 0—4 | 119  |  |  | 117  |
| Просек : | 39,0 |  |  | 42,8 |

| Година пописа     | 1948. | 1953. | 1961. | 1971. | 1981. | 1991. | 2002. |
| ----------------- | ----- | ----- | ----- | ----- | ----- | ----- | ----- |
| Број домаћинстава | 1.890 | 1.926 | 1.961 | 1.824 | 1.850 | 1.823 | 1.584 |

| Број чланова      | 1   | 2   | 3   | 4   | 5   | 6  | 7  | 8 | 9 | 10 и више | Просек |
| ----------------- | --- | --- | --- | --- | --- | -- | -- | - | - | --------- | ------ |
| Број домаћинстава | 385 | 414 | 255 | 342 | 117 | 55 | 10 | 3 | 2 | 1         | 2,77   |

| Пол    | Укупно | Неожењен/Неудата | Ожењен/Удата | Удовац/Удовица | Разведен/Разведена | Непознато |
| ------ | ------ | ---------------- | ------------ | -------------- | ------------------ | --------- |
| Мушки  | 1.761  | 496              | 1.128        | 94             | 43                 | 0         |
| Женски | 1.884  | 304              | 1.126        | 402            | 50                 | 2         |
| УКУПНО | 3.645  | 800              | 2.254        | 496            | 93                 | 2         |

| Пол    | Укупно                    | Пољопривреда, лов и шумарство | Рибарство                            | Вађење руде и камена | Прерађивачка индустрија       |
| ------ | ------------------------- | ----------------------------- | ------------------------------------ | -------------------- | ----------------------------- |
| Мушки  | 812                       | 309                           | 0                                    | 4                    | 180                           |
| Женски | 450                       | 154                           | 0                                    | 1                    | 70                            |
| Укупно | 1.262                     | 463                           | 0                                    | 5                    | 250                           |
|        |                           |                               |                                      |                      |                               |
| Пол    | Производња и снабдевање   | Грађевинарство                | Трговина                             | Хотели и ресторани   | Саобраћај, складиштење и везе |
| Мушки  | 10                        | 23                            | 124                                  | 16                   | 44                            |
| Женски | 2                         | 2                             | 66                                   | 9                    | 9                             |
| Укупно | 12                        | 25                            | 190                                  | 25                   | 53                            |
|        |                           |                               |                                      |                      |                               |
| Пол    | Финансијско посредовање   | Некретнине                    | Државна управа и одбрана             | Образовање           | Здравствени и социјални рад   |
| Мушки  | 3                         | 4                             | 53                                   | 21                   | 11                            |
| Женски | 10                        | 0                             | 28                                   | 50                   | 42                            |
| Укупно | 13                        | 4                             | 81                                   | 71                   | 53                            |
|        |                           |                               |                                      |                      |                               |
| Пол    | Остале услужне активности | Приватна домаћинства          | Екстериторијалне организације и тела | Непознато            | Непознато                     |
| Мушки  | 6                         | 0                             | 1                                    | 3                    | 3                             |
| Женски | 5                         | 0                             | 0                                    | 2                    | 2                             |
| Укупно | 11                        | 0                             | 1                                    | 5                    | 5                             |

## Познате личности
Познате јавне личности рођене у Српској Црњи:
- Ђура Јакшић
- Миленко Павлов
- Рајко Алексић
- Александар Зарин
- Драга Гавриловић

## Галерија
- Споменик Ђури Јакшићу у центру Српске Црње
- Православна црква у Српској Црњи
- Мурал у порти православне цркве са ликом Ђуре Јакшића
- Родна кућа Ђуре Јакшића
- Католичка црква у Српској Црњи